# Generalguvernementet
Den här artikeln handlar om det tyska Generalguvernermentet i nuv. Polen-Ukraina-Vitryssland 1939-1945. För Skånska generalguvernementet, se Skånska generalguvernementet, för generalguvernerment som statsskick, se Generalguvernement

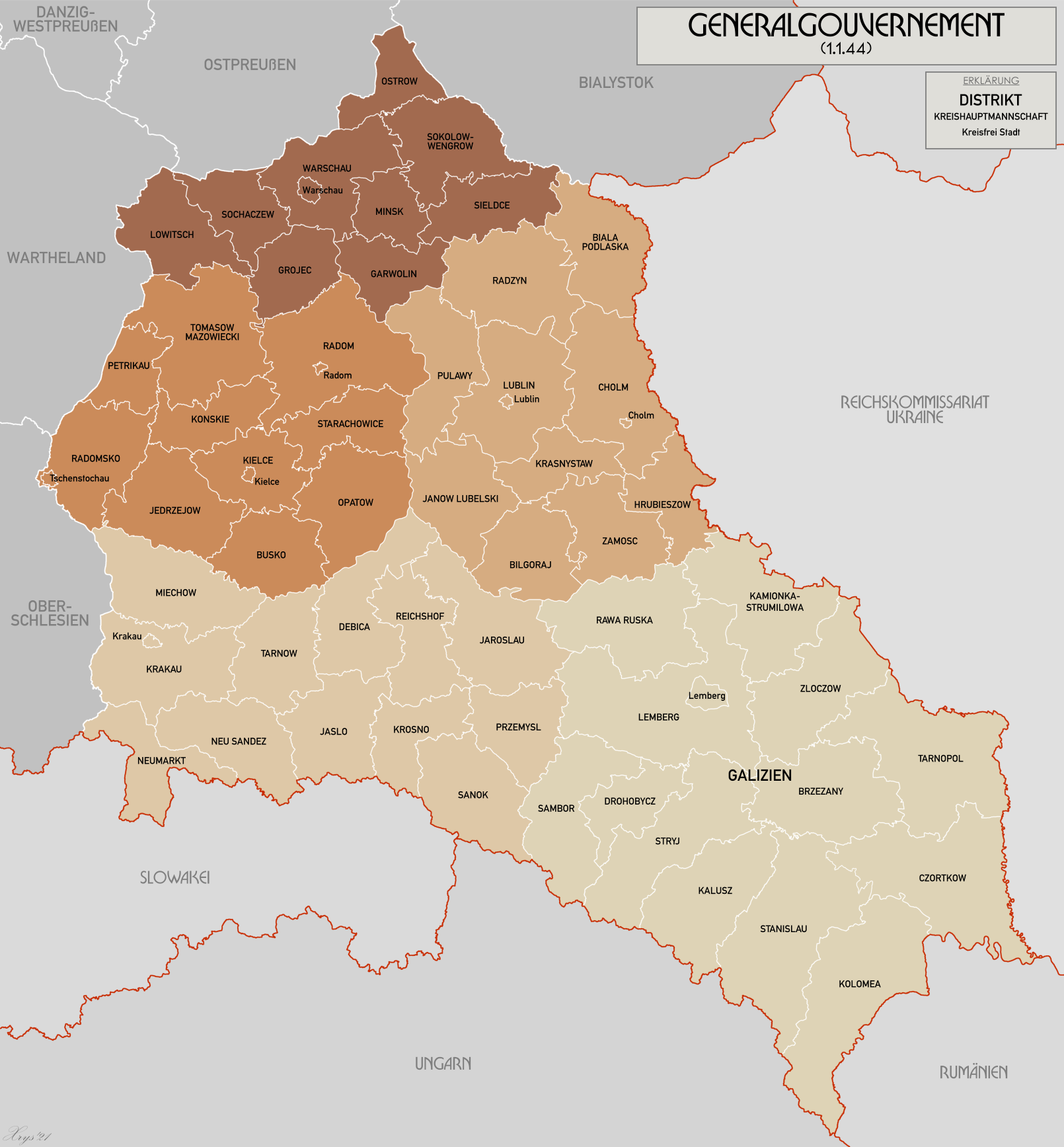
Administrativ karta över generalguvernementet i augusti 1941.

Generalguvernementet (för de ockuperade områdena i Polen; tyska Generalgouvernement für die besetzten polnischen Gebiete) var en administrativ region i Polen, som Tyskland ockuperade efter invasionen av Polen, till skillnad från västra delarna av Polen, som Tyskland annekterade direkt. Generalguvernementet ägde bestånd mellan 1939 och 1945. Det av nazisterna deklarerade målet var att göra området "judefritt" och fördriva de etniska polackerna, för att landet istället skulle kunna tas i anspråk av tyska nybyggare (jämför "Lebensraum") och senare annekteras till Tyskland.
Samtliga polska skolor stängdes och ockupationsmakten reglerade invånarnas näringsintag till endast 2 500 kJ (600 kcal) per dag. På Generalguvernementets territorium uppfördes fyra olika förintelseläger: Bełżec, Sobibór, Treblinka och Majdanek. Många etniska polacker tvingades till det egentliga Tyskland för att utföra tvångsarbete.

## Geografi
Generalguvernementet bildades den 26 oktober 1939, efter Tysklands polska fälttåg. Generalguvernementet sträckte sig över centrala Polen och begränsades i öst av den tysk-sovjetiska demarkationslinjen vid floderna Bug och San, i söder av gränsen till Ungern (Karpato-Ukraina) och det då självständiga Slovakien, i väst och norr av det tyska protektoratet Böhmen-Mähren, de preussiska provinserna Schlesien (polska Śląsk) och Östpreussen samt Reichsgau Wartheland.

## Administration
Högste befattningshavare i Generalguvernementet var generalguvernören, Hans Frank, som hade sitt högkvarter först i staden Łódź (tyska Litzmannstadt), sedan i staden Kraków (tyska Krakau) från den 13 november 1939. Biträdande generalguvernör (statssekreterare) var 1939–1940 Arthur Seyss-Inquart och 1940–1945 Joseph Bühler. Från den 31 juli 1940 räknades Generalguvernementet som ett annex till Tyska riket, och därefter användes bara det första ledet i Generalguvernementets namn.
Den administration som generalguvernören var chef över kallades "Generalguvernementets regering". Högsta befattningshavare i de olika distrikten – Krakau, Lublin, Radom, Warschau och (från 1941) Galizien – kallades guvernör. Vid sidan av Frank hade även Hermann Göring högsta civila myndighet över Generalguvernementet, i sin egenskap av högste ansvarige för de tyska fyraårsplanerna.

## Generalguvernementets fortsättning och slut
Den 1 augusti 1941 bildades distriktet Galizien av nyerövrade områden i öst, varefter Generalguvernementet bestod av fem distrikt. Sommaren 1944 påbörjade Röda armén Operation Bagration vilket ledde till att Generalguvernementets territorium fram till floden Wisła (tyska Weichsel) hade befriats av sovjetiska och polska styrkor. I januari 1945, efter att Wisła-Oder-operationen inletts, var Generalguvernementet helt och hållet befriat av sovjetiska och polska trupper.

## Civilförvaltning och polisorganisation
Generalguvernör
- Hans Frank: 1939–1945

Statssekreterare
- Arthur Seyss-Inquart: 1939–1940
- Josef Bühler: 1940–1945 
  - Ställföreträdare: Ernst Boepple

Högre SS- och polischef (Höhere SS- und Polizeiführer, HSSPF)
- Theodor Eicke: 1939
- Friedrich Wilhelm Krüger: 1939–1943
- Wilhelm Koppe: 1943–1945

Befälhavare för Sicherheitspolizei och Sicherheitsdienst
- Bruno Streckenbach: 1939–1941
- Karl Eberhard Schöngarth: 1941–1943
- Walther Bierkamp: 1943–1945

Befälhavare för Ordnungspolizei
- Emil Höring: 1 oktober 1939 – 25 oktober 1939
- Herbert Becker: 25 oktober 1939 – 31 oktober 1940
- Paul Riege: 31 oktober 1940 – 22 augusti 1941
- Rudolf Müller-Bonigk: 22 augusti 1941 – september 1941
- Gerhard Winkler (död 15 april 1945): september 1941 – 1 maj 1942
- Herbert Becker: 1 maj 1942 – 1 augusti 1943
- Hans-Dietrich Grünwald: 1 augusti 1943 – 8 mars 1944
- Fritz Sendel: 8 mars 1944 – 23 mars 1944
- Emil Höring: 23 mars 1944 – januari 1945

### Distriktet Krakau
Guvernör
- Otto Wächter: 1939–1942
- Richard Wendler: 1942–1943
- Ludwig Losacker: 1943
- Curt Ludwig Ehrenreich von Burgsdorff: 1943–1945

Stabschef
- Ferdinand Wolsegger
- Georg Eisenlohr
- Dr. Stumm

SS- och polischef (SS- und Polizeiführer, SSPF)
- Karl Zech: 1939–1940
- Hans Schwedler: 1940–1941
- Julian Scherner: 1941–1944
- Theobald Thier: 1944–1945

Kommendör för Ordnungspolizei
- Emil Höring: 1939
- Max Montua: 1939–1940
- Hermann Keuper: januari 1940 – december 1941
- Richard Gassler (död 30 juli 1942): 30 december 1941 – 30 juli 1942
- Werner Bardua: augusti 1942 – 1944
- Felix Bauer: 1944
- Günther Merk: 1944–1945

Kommendör för Sicherheitspolizei och Sicherheitsdienst
- Bruno Müller: 1939
- Walter Huppenkothen: 1939–1940
- Ludwig Hahn: 1940
- Max Großkopf: 1940–1943
- Rudolf Batz: 1943

### Distriktet Lublin
Guvernör
- Friedrich Schmidt: 1939–1940
- Ernst Zörner: 1940–1943
- Richard Wendler: 1943

Stabschef
- Fritz Schmige
- Ludwig Losacker
- Wilhelm Engler
- Ernst Schlüter

SS- och polischef (SS- und Polizeiführer, SSPF)
- Odilo Globocnik: 1939–1943
- Jakob Sporrenberg: 1943–1944

Kommendör för Ordnungspolizei
- Gerret Korsemann: 25 oktober 1939 — 1 februari 1941
- Walter Griphan: 1 februari 1941 — 5 december 1941
- Walter von Soosten: december 1941 — april 1942
- Hermann Kintrup: 22 maj 1942 — september 1943

Kommendör för Sicherheitspolizei och Sicherheitsdienst
- Alfred Hasselberg: 1939–1940
- Walter Huppenkothen: 1940–1941
- Johannes Müller: 1941–1943
- Karl Pütz: 1943–1944

### Distriktet Radom
Guvernör
- Karl Lasch: 1939–1941
- Ernst Kundt: 1941–1945

Stabschef
- Friedrich Egen

SS- och polischef (SS- und Polizeiführer, SSPF)
- Fritz Katzmann: 1939–1941
- Carl Oberg: 1941–1942
- Herbert Böttcher: 1942–1945

Kommendör för Ordnungspolizei
- Ferdinand Heske: 1939–1940
- Paul Worm: 1940-1942
- Erich Sachße: 1942
- Paul Baerhen: 1942–1944

Kommendör för Sicherheitspolizei och Sicherheitsdienst
- Fritz Liphardt: 1939–1943
- Joachim Illmer: 1943–1945

### Distriktet Warschau
Guvernör
- Ludwig Fischer: 1939–1945

Stabschef
- Heinrich Barth: 1939–1940
- Herbert Hummel: 1941–1944 (vice guvernör 1943–1944)
- Friedrich Gollert: 1944–1945

SS- och polischef (SS- und Polizeiführer, SSPF)
- Paul Moder: 1939–1941
- Arpad Wigand: 1941–1943
- Ferdinand von Sammern-Frankenegg: 1942–1943
- Jürgen Stroop: 1943
- Franz Kutschera: 1943–1944
- Walter Stein: 1944
- Paul Otto Geibel: 1944–1945

Kommendör för Ordnungspolizei
- Max Daume: 1939
- Karl Brenner: 1939–1940
- Max Montua: 1940
- Joachim Petsch: 1940–1942
- Rudolf Haring: 1942–1943
- Rudolf von Zamory: 1943
- Rudolf Haring: 1943–1944
- Wilhelm Rodewald: 1944
- Kurt Fischer: 1944–1945

Kommendör för Sicherheitspolizei och Sicherheitsdienst
- Lothar Beutel: 13 september 1939 — 23 oktober 1939
- Josef Meisinger: 23 oktober 1939 — 1 mars 1941
- Johannes Müller: 8 mars 1941 — 31 juli 1941
- Ludwig Hahn: 1 augusti 1941 — 16 december 1944
- Siegmund Buchberger: 16 december 1944 — 20 januari 1945

### Distriktet Galizien
Guvernör
- Karl Lasch: 1941–1942
- Otto Wächter: 1942–1944

Stabschef
- Ludwig Losacker
- Otto Bauer
- Josef Brandl

SS- och polischef (SS- und Polizeiführer, SSPF)
- Fritz Katzmann: 1941–1943
- Willi Ost: 1943
- Theobald Thier: 1943–1944
- Christoph Diehm: 1944
- Säte: Lemberg

Kommendör för Ordnungspolizei
- Paul Worm
- Joachim Stach
- Walter von Soosten
- Gustav Schubert

Kommendör för Gendarmeriet
- Franz Gansinger

Kommendör för Sicherheitspolizei och Sicherheitsdienst
- Helmut Tanzmann: 1941–1943
- Josef Witiska: 1943–1944